# 上田敦史
上田 敦史（うえだ あつし、1987年7月5日 - ）は、ライトハウスに所属する日本のフリーアナウンサー。

## 来歴
茨城県つくば市出身。茨城県つくば市立吾妻中学校、つくば秀英高等学校、東京農業大学北海道オホーツクキャンパス生物産業学部生物生産学科に入学、網走市で生活。地域環境科学部造園科学科に転学し、2011年3月卒業。その後、3年間IT企業で社会人を経験し、2014年に、アナウンサーとしてMRT宮崎放送に入社。
宮崎放送での同期のアナウンサーは古屋敷沙耶、瀬藤亮太、宇田川紗稚。
その後2015年に報道部、翌2016年にはラジオ部へと異動を繰り返し、2017年10月には再び報道部に異動。リポーターとして新燃岳噴火を全国中継する。
2018年、熊本放送報道制作局アナウンス部に契約社員として入社し、2021年1月末をもって退社。
2021年2月、フリーアナウンサーに転向。同年、グリーンチャンネルの『東京2020オリンピック 馬術競技中継 ～世界の馬術がやってくる～』で7月24日の「馬場馬術団体兼個人グランプリ第1日目」と7月25日の「同第2日目」の実況を担当した。

## 人物・エピソード
特技はスノーボードとスキューバダイビング。潜水士の資格も取得しており、宮崎放送在籍時『MRTニュース Next』において、サンゴの現状を水中からリポートした。
宮崎放送での報道部1年目の2015年10月28日14時50分ごろに発生した、宮崎市中心部の交差点からJR宮崎駅前にかけて軽乗用車が歩道上を約700メートル暴走し、歩行者や自転車に乗っていた男女6人を次々とはねた歩道暴走事故に別の取材中に遭遇し、スクープとなった。
東京農業大学卒という経歴もあり、熊本放送の番組においては、農業関係のリポートを行うこともあった。

## 現在の担当番組
テレビ
・ひるおび-中継リポーター2022/02/10
ラジオ
・ラジオ日本ニュース（火曜）
・TOKYO FM NEWS（不定期）
・JFNニュース（不定期）

## 過去の担当番組

### 熊本放送時代

#### ラジオ
- とんでるワイド 大田黒浩一のきょうも元気! 大田黒浩一インフルエンザ発症時の代役[2]
- Yabaらじ！
- 熊本善意銀行便り
- 熊日ニュース

#### テレビ
- からふる
- 夕方LIVE ゲツキン! - 基本的にリポーターで出演
- ニュース